# مانويل هيدالغو ميدينا
مانويل هيدالغو ميدينا (بالإسبانية: Manuel Hidalgo Medina)‏ هو مدرس إسباني، ولد في 1968 في أنتقيرة في إسبانيا.